# Mohamed Musa Gadou
Mohamed Musa Gadou (arabisch محمد نوسى موسى جادو; * 1949) ist ein ehemaliger sudanesischer Sprinter.
Er trat bei den Olympischen Sommerspielen 1972 in München zusammen mit Mohamed Musa Gadou, Dafallah Sultan Farah und Ibrahim Saad Abdel Galil in der 4 × 400-m-Staffel an.